# Muktada as-Sadr
Muktada as-Sadr (ar. مقتدى الصدر ; ur. 12 kwietnia 1973) – iracki duchowny szyicki, polityk radykalnie islamistyczny, przywódca Ruchu Sadrystowskiego i związanej z nim partyzantki – Armii Mahdiego.

## Życiorys

### Rodzina i wczesna działalność
Jest synem wielkiego ajatollaha Muhammada Sadika as-Sadra, zaś jego stryjem był Muhammad Bakir as-Sadr, twórca i pierwszy ideolog irackiej szyickiej partii Zew Islamu. Jego ojciec i dwaj bracia zginęli w 1999, najprawdopodobniej zamordowani przez irackie służby bezpieczeństwa. Po ukończeniu szkoły średniej rozpoczął tradycyjne szyickie studia religijne w szkole (hauzie) w An-Nadżafie, jednak ich nie ukończył.

### Działalność po obaleniu rządów Saddama Husajna

#### 2003-2005
Po obaleniu Saddama Husajna przez amerykańską interwencję w Iraku w 2003 as-Sadr zaczął mobilizować wokół siebie ubogich szyitów, organizując szereg lokalnych instytucji oświatowych, społecznych i związanych z opieką zdrowotną. Początkowo jego działalność koncentrowała się w An-Nadżafie, jednak w końcu 2003 ruch społeczny skupiony wokół niego (Ruch Sadrystowski) miał już ponad milion zwolenników. Muktada as-Sadr zdołał doprowadzić do zmiany nazwy przedmieścia Bagdadu Madinat Saddam (ar. miasto Saddama) na Madinat Sadr, na cześć swojego ojca. Uzyskał faktyczną kontrolę nad częścią miast zamieszkiwanych przez szyitów. Ponieważ sam as-Sadr nie ukończył studiów religijnych, w swoich kazaniach i wystąpieniach powoływał się na autorytet ajatollaha Kazima Hairiego. Pozwoliło mu to w 2003 zebrać na swoją działalność 65 tys. dolarów datków od zwolenników i uczniów tego duchownego.
Muktada as-Sadr został oskarżony o zlecenie zabójstwa szyickiego duchownego Abd al-Madżida al-Chu’iego, jednak wydany w tej sprawie nakaz zatrzymania nigdy nie został wyegzekwowany.
As-Sadr wzywał do wycofania się wojsk amerykańskich z Iraku, głosił hasła antyamerykańskie i nacjonalistyczne. Zwracał się do irackich szyitów, głównie do ubogiej, zmarginalizowanej miejskiej młodzieży. Muktada as-Sadr stanął na czele rebelii przeciwko wojskom amerykańskim i ich koalicjantom najpierw między kwietniem a czerwcem 2004 w Iraku centralnym i południowym, zaś w sierpniu 2004 – w An-Nadżafie. Początkowo celem ataków utworzonej przez niego partyzanckiej Armii Mahdiego byli żołnierze amerykańscy i ich sojusznicy. Jego oddziały atakowały między innymi polskich żołnierzy w Karbali (bitwa o ratusz) i Obozie Babilon. Po atakach na żołnierzy koalicji Hairi wycofał swoje poparcie dla as-Sadra.
Powstanie sadrystów w An-Nadżafie w sierpniu 2004 zakończyło się całkowitym niepowodzeniem. Ocaleli partyzanci schronili się w meczecie imama Alego w An-Nadżafie i poddali się na wezwanie wielkiego ajatollaha Alego as-Sistaniego.
Następnie Armia Mahdiego zaczęła atakować irackich sunnitów i dopuszczać się zbrodni na nich. Sadryści dopuszczali się również kradzieży, porwań dla okupu, wymuszeń, brali zakładników i prowadzili nielegalny handel ropą naftową i antykami. Wielokrotnie sam as-Sadr nie kontrolował działań podległych sobie dowódców i ich żołnierzy, chociaż próbował zaprowadzić wśród nich dyscyplinę. W kontrolowanej przez as-Sadra dzielnicy Bagdadu mieszkańcom narzucono konserwatywnie interpretowane prawo szariackie, a 133 kobiety zostały zabite za niepodporządkowanie się jego zasadom. Działalność partyzantów as-Sadra znacząco przyczyniła się do zaostrzenia konfliktu religijnego w Iraku. Według Toby’ego Dodge’a Armia Mahdiego była najbardziej destrukcyjną spośród organizacji, które organizowały opór przeciwko Amerykanom i narzucanemu przez nich nowemu ładowi w Iraku. Równocześnie przez wielu szyitów Muktada as-Sadr postrzegany był jako bohater, który bronił ludności szyickiej przed partyzantkami i terrorystami sunnickimi.

#### 2005-2007
Przed wyborami parlamentarnymi w Iraku w grudniu 2005 Muktada as-Sadr wprowadził kierowaną przez siebie partię polityczną, Ruch Sadrystowski, do koalicji szyickich partii – Zjednoczonego Sojuszu Irackiego. Zwyciężył on w wyborach, a kandydaci sadrystowscy zdobyli 32 mandaty (ze 128, które przypadły koalicji, na 275 miejsc ogółem). As-Sadr popierał kandydaturę Nuriego al-Malikiego (polityka Zewu Islamu) na premiera Iraku. W roku 2006 wpływy as-Sadra w polityce irackiej były największe. W roku tym jego Armia Mahdiego liczyła do 60 tys. bojowników.
Od połowy 2006 Armia Mahdiego stale atakowała żyjących w Bagdadzie sunnitów, dążąc do wypędzenia ich z irackiej stolicy. W większości uzbrojeni partyzanci porywali nawet po kilkudziesięciu mężczyzn, których następnie torturowali i mordowali. Rezultatem działań sadrystów była masowa ucieczka sunnitów najpierw do zachodnich dzielnic Bagdadu, a następnie poza miasto.
Poparcie as-Sadra dla Nuriego al-Malikiego pozwoliło temu pierwszemu wprowadzić do rządu na stanowiska ministerialne sześciu swoich zwolenników. W rękach sadrystów znalazło się m.in. ministerstwo zdrowia, co z kolei pozwoliło im na przekształcenie wielu szpitali w bazy, z których prowadzili ataki partyzanckie. Prawdopodobnie dopuszczali się również zabójstw lekarzy i pacjentów, którzy nie byli zwolennikami as-Sadra lub wyznawali islam sunnicki. W kwietniu 2007 sześciu sadrystów, którzy weszli do rządu, złożyło jednak dymisję ze stanowisk ministerialnych, gdyż wojska amerykańskie nadal nie opuściły kraju. Również w Armii Mahdiego doszło do kilku rozłamów. Mimo konfliktu między sadrystami i Nurim al-Malikim premier Iraku do końca 2007 starał się utrudniać Amerykanom walkę z Armią Mahdiego. Sytuacja ta zmieniła się dopiero wiosną r. 2008.
Od sierpnia 2007 Amerykanie prowadzili zdecydowaną walkę z Armią Mahdiego. Po tej dacie aresztowali ok. 1000 bojowników organizacji. Wojska koalicji zdołały odnieść sukces w walce z partyzantami, znacząco osłabiając Armię Mahdiego. W odpowiedzi Muktada as-Sadr polecił swoim organizacjom partyzanckim zawieszenie działalności na pół roku. Sam wyjechał do Iranu, oficjalnie po to, by wznowić studia teologiczne w Komie. Drugą przyczyną, dla której as-Sadr opuścił Irak, była utrata wpływów wśród szyitów przez jego organizację, głównie z powodu przestępstw, jakich dopuszczały się jego oddziały. Sadryści walczyli o wpływy te głównie ze wspieraną przez Iran paramilitarną organizacją Badr. 27 sierpnia 2007 w Karbali doszło do walk ulicznych między członkami obydwu organizacji, podczas której zginęły 52 osoby. Do wydarzenia doszło w okresie, gdy w mieście przebywali liczni pielgrzymi, toteż wywołało ono konsternację wśród irackich szyitów. Aby nie tracić znaczenia, as-Sadr usunął z partyzantki kilkuset najbardziej skompromitowanych bojowników. Zapowiedział również utworzenie specjalnego oddziału, który miałby wymuszać w Armii Mahdiego dyscyplinę.

### 2008-2014
W sierpniu 2008 w Basrze doszło do walk między Armią Mahdiego a armią iracką. Zakończyły się one rozbiciem oddziałów as-Sadra. W tym samym roku Muktada as-Sadr stracił kontrolę nad Madinat Sadr, dokąd premier skierował 10 tys. żołnierzy.
W sierpniu 2008 as-Sadr zapowiedział całkowite zakończenie działalności partyzanckiej. Większość bojowników Armii Mahdiego miała odtąd zajmować się wyłącznie działalnością religijną i społeczną. As-Sadr określał ją mianem „kulturalnego i naukowego dżihadu”, którego celem miało być zwalczanie wpływów zachodnich w kulturze i umysłowości Irakijczyków.
Po kolejnych wyborach parlamentarnych, podczas negocjacji w sprawie tworzenia nowego rządu, as-Sadr ponownie poparł kandydaturę Nuriego al-Malikiego na premiera, przyczyniając się do zakończenia rozmów i utworzenia nowego gabinetu al-Malikiego, w którym również znaleźli się sadrystowscy ministrowie.
W 2010 as-Sadr wrócił z Iranu do An-Nadżafu.

### Po 2014
W 2014, w związku z powstaniem Państwa Islamskiego i jego ofensywą w Iraku, as-Sadr utworzył nową formację paramilitarną – Kompanie Pokoju. Według rządu i armii amerykańskiej jego oddziały otrzymują wsparcie irańskich sił Ghods – służby specjalnej wchodzącej w skład irańskiego Korpusu Strażników Rewolucji Islamskiej.
W 2016 Muktada as-Sadr stanął na czele protestów przeciwko rządowi Hajdara al-Abadiego. Na początku marca zażądał jego gruntownej rekonstrukcji i podjęcia walki z korupcją, grożąc, że w przeciwnym razie podległe mu oddziały zaatakują ambasady w Bagdadzie. Na początku maja 2016, wobec faktu, że protesty części partii zasiadających w irackim parlamencie uniemożliwiły rekonstrukcję rządu, as-Sadr zorganizował w Bagdadzie protesty uliczne. Ich uczestnicy wdarli się do ściśle chronionej Zielonej Strefy, w której znajdują się ambasady, obiekty rządowe i gmach parlamentu oraz zdewastowali część tego ostatniego budynku. Podczas protestów skandowane były również hasła antyirańskie.
W 2018 r. koalicja organizacji sadrystowskich z Iracką Partią Komunistyczną odniosła zwycięstwo w wyborach parlamentarnych w Iraku, startując pod hasłami jedności ponad podziałami wyznaniowymi, walki z korupcją, obrony marginalizowanych grup społecznych, a także pozbycia się z kraju wpływów zewnętrznych (zarówno amerykańskich, jak i irańskich). Sam as-Sadr nie startował w wyborach i w związku z tym nie będzie mógł stanąć na czele rządu.